# École lombarde

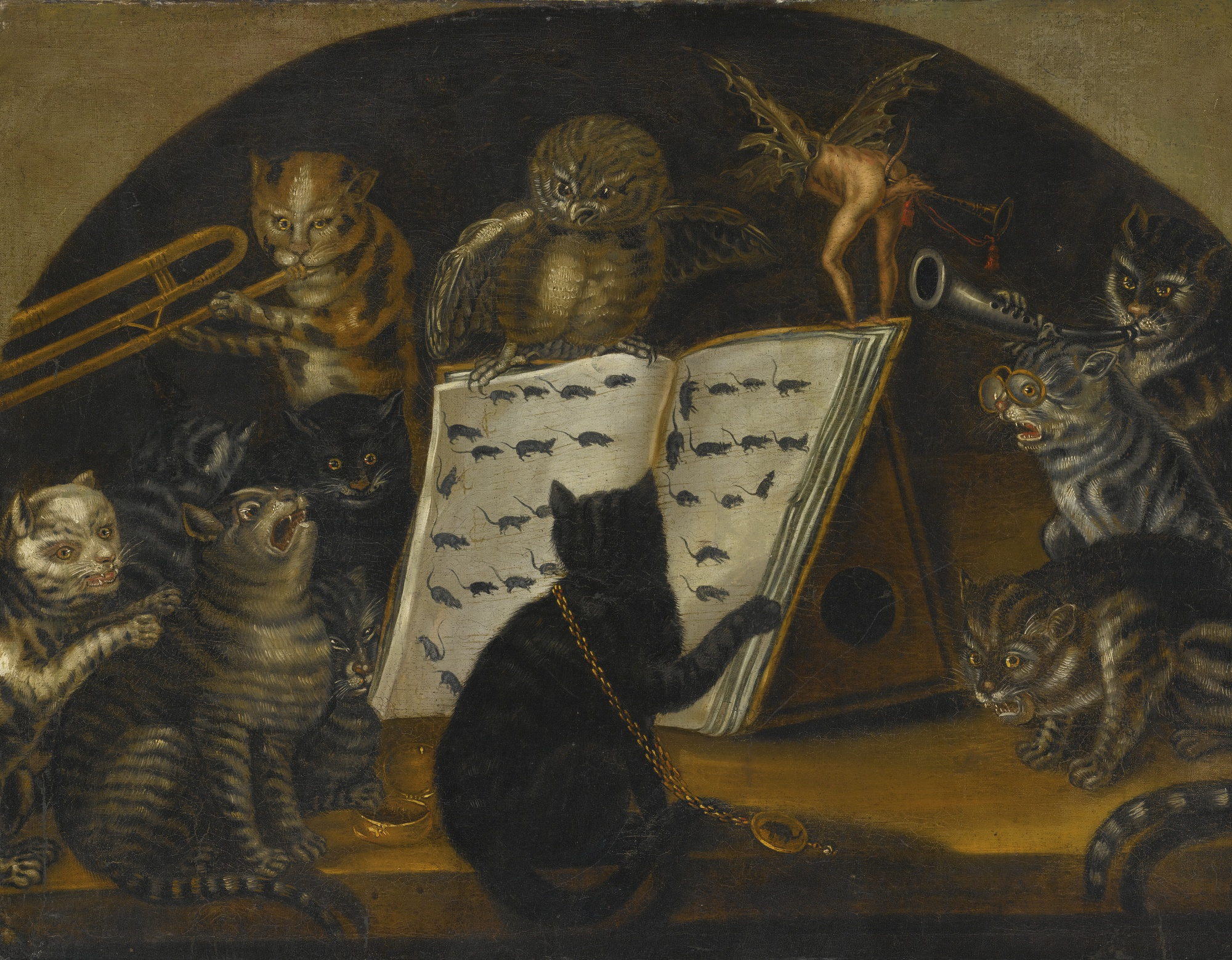
Peinture du XVIIIe siècle de l'école lombarde.

L'École lombarde ou école de Milan, est l'une des écoles italiennes de peinture de la Renaissance dont voici quelques protagonistes :
- Michelino da Besozzo (fin du XIVe -  milieu du XVe siècle)
- Vincenzo Foppa (1429-1519)
- Giovanni Antonio Boltraffio (1467-1516)
- Antonio Beltruffio (1467-1516)
- Antonio d’Enrico appelé Tanzio da Varrallo Riale d’Alagna, 1575 ( ?) – Milan, 1635 ( ?).
- Giovanni Battista Crespi appelé le Cerano, ? , 1575 - Milan, 1632.
- Giovanni Mauro della Rovere (1575-1640)
- Paolo Camillo Landriani, dit Il Duchino (v. 1560-1618)
- Giulio Cesare Procaccini, Bologne, 1570 – Milan, 1625.
- Carlo Buzzi (1608-1658)
- Domenico Pellegrini (1759-1840)
- Camillo Procaccini, Milan, 1551 – 1629.
- Daniele Crespi, Milan ( ?), dernière décennie du XVIe siècle – Milan, 1630.
- Pier Francesco Mazzucchelli appelé le Morazzone, Morazzone, 1573 – Piacenza, 1626.
- Francesco Cairo, Milan, 1607 – 1665.
- Giampietrino (actif entre 1508 et 1549)
- Giovanni Ambrogio Figino, Milan, 1548 – 1608
- Guglielmo Caccia appelé le Moncalvo, Montabone, 1568 – Moncalvo, 1625
- Pellegrino Tibaldi  dit il Pellegrini (1527-1596)
- Carlo Antonio Procaccini, Bologne, 1551 – Milan, 1605.
- Carlo Antonio Rossi, Milan, 1581	- 1648.*
- Cesare Nebbia, Orvieto, 1536 – 1614.
- Enea Salmeggia appelé le Talpino, Bergame, évoqué de 1590 à 1626.
- Ercole Procaccini il Giovanne, Milan, 1596 – 1676.
- Fede Galizia, Milan, 1578 – 1630.
- Giovanni Battista Recchi, Côme, évoqué de 1628 à 1648.
- Giovanni Serodine, Ascona, 1600 – Rome, 1630.
- Giovanni Stefano Danedi appelé le Montalto, Treviglio, ? – 1689.

## Œuvres caractéristiques
- Le tableau dit des trois mains (Quadro delle tre mani), dû à la collaboration de Il Cerano, Il Morazzone et Giulio Cesare Procaccini, sur le même projet.
- Le cycle monumental des Quadroni di San Carlo, au dôme de Milan.